# پلوون (روستای بلغارستان)
پلوون (به بلغاری: Plevun) روستایی در بلغارستان است که در ایوالوفگراد واقع شده‌است.